# 한국국제대학교
한국국제대학교(韓國國際大學校, International University of Korea)는 대한민국 경상남도 진주시에 위치했던 사립 대학이었다. 
학교법인 일선학원에 의하여 1978년 3월 설립된 개신교계 여자 전문학교인 진주여자실업전문학교가 모태이다. 2003년 4월 일반대학인 진주국제대학교로 학제가 변경되었고, 2008년 3월부터 한국국제대학교로 교명을 변경하여 사용했다. 그러나 운영 법인의 방만한 경영과 잇따른 정부 대학 평가 탈락으로 재정난에 빠져 2023년 7월 법인이 파산했으며, 2023년 8월 31일 폐교되었다.

## 역사
한국국제대학교의 전신은 1977년 10월 설립된 학교법인 일선학원에 의해 1978년 3월 개교한 진주여자실업전문학교가 된다. ‘창조·실용·국제화 교육’을 건학 이념으로 내걸고 1977년 7월 학교법인 일선학원의 설립 인가를 받아, 1979년 진주여자전문대학으로 개편하였으며, 1978년 3월 진주여자실업전문학교로 개교하였다. 1980년 진주실업전문대학, 1989년 진주전문대학으로 학교 이름을 바꾸었다. 2003년 4년제 대학으로 승격하고, 3월 진주국제대학교로 다시 개교하였다. 1985년 경상남도교육청으로부터 유치원 교원자격 연수원, 1995년 문화관광부로부터 3급생활체육지도자 연수원으로 선정되었다. 2006년 산업자원부 주관 'CEO 공학교육지원사업'에 선정되었다. 2008년 3월 개교 30주년을 맞이하였으며, 한국국제대학교로 교명을 변경하였다. 
한편, 2011년 교육과학기술부가 정부재정지원제한대학으로 지정한 이력이 있다. 2018년 대학기본역량진단 결과 재정지원제한대학에 선정된 이력이 있다. 2022년, 정부 재정 지원 제한 대학에 선정되어 정부 재정지원 사업 지원과 신청이 전면 중단되며, 이 학교의 신입생과 편입생은 한국장학재단의 국가장학금과 학자금 대출 신청을 할 수 없다. 결국 운영 법인의 방만한 경영과 각종 대학 평가 탈락 등으로 재정난이 심각해지자 2023년 7월 12일, 운영법인인 학교법인 일선학원의 파산이 선고되었다.이에 따라 임시 운영이 승인되면 2024년 2월을 끝으로 폐교할 예정이었으나 법원이 이를 받아들이지 않아 2023년 8월 31일 폐교하였다.

## 교육편제
한국국제대학교는 2022년 기준, 교육과학대학, 사회과학대학, 관광대학, 보건의료대학, 생활과학대학, 공과대학, 예술체육대학 등 7개 단과대학 아래 1학부, 26학과, 2전공의 학부 과정을 설치하고 학사 학위 과정을 교수하고 있다. 대학원은 모두 폐원하여 석·박사 학위 수여 과정은 운영하고 있지 않다.

## 교육 방침상의 특징

### 국제 교류
한국국제대학교는 교환학생, 해외연수취업, 인턴십, 해외자원봉사, 방문학생, Working & Travel, Working Holiday, 해외어학연수 등의 프로그램을 운영하고 있다. 주요 자매결연 대학으으로 미국 레이크랜드 대학, 캐나다 밴커부 커뮤니티 칼리지, 중화인민공화국 선양 대학 등이 있었다.
한국국제대학교는 2020년 기준, 세계 11개국 48개 대학과 학술 교류 협정을 체결하고 있었다.

### 국내 교류

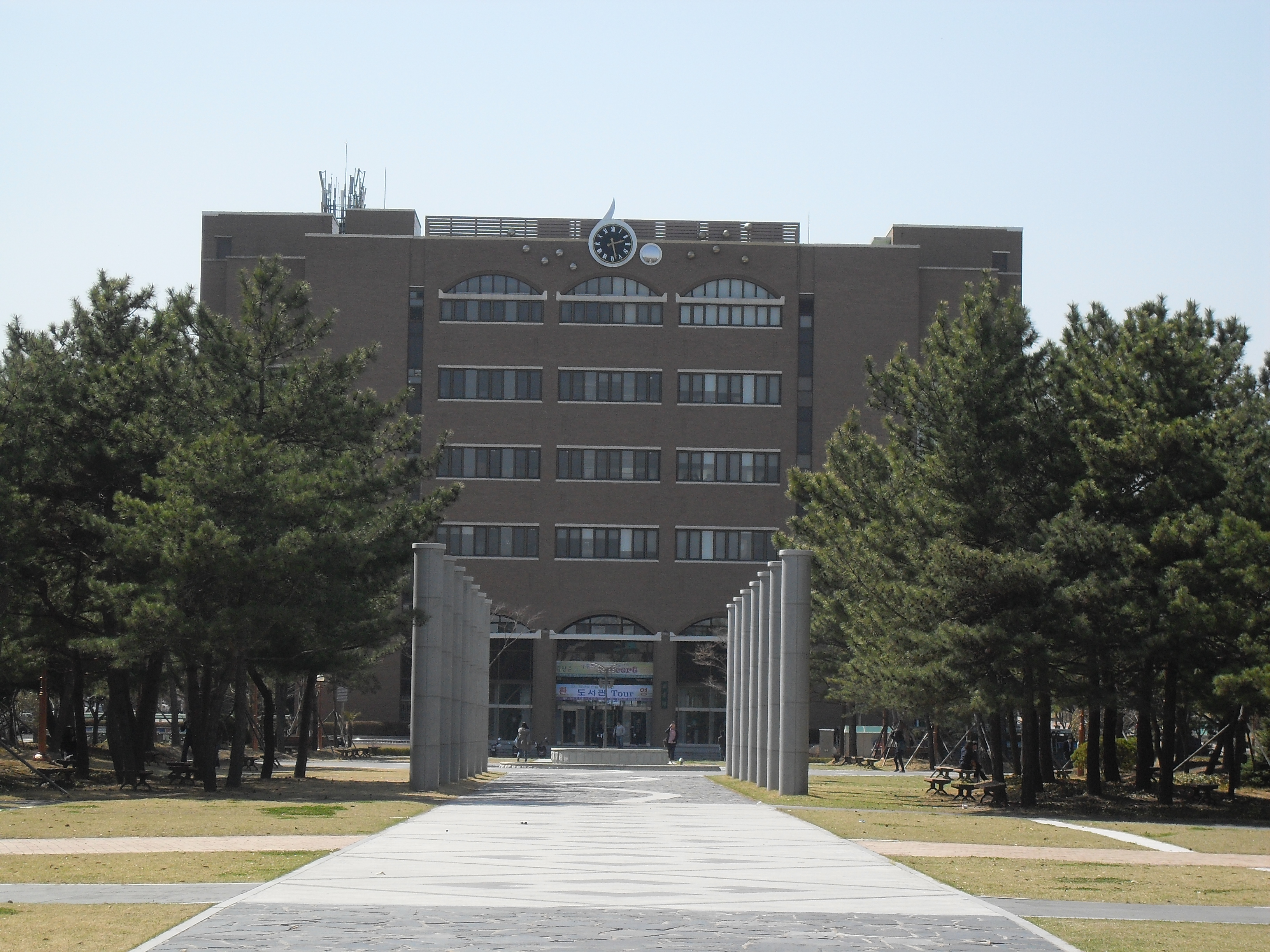
한국국제대학교와 협약을 맺고 교류했던 경상국립대학교(GNU)

한국국제대학교는 경남대학교, 경상국립대학교 등과 협정을 체결하여 학술 정보를 교류하고 있었다.

## 사건과 비판

### 학교 재정난과 파산, 폐교
2018년, 한국국제대학교는 대학기본역량진단에서 정부재정지원제한대학 판정을 받으며 각종 대학 지원을 받을 수 없게 되자 재정난에 빠져들었다. 체불한 임금은 100억원에 달하고, 학교 계좌가 압류되어 등록금을 걷지 못하였으며, 각종 공과금 역시 납부하지 못하고 있는 것으로 알려졌고, 학교 운영·소유 법인인 학교법인 일선학원도 체납 공과금 2억원, 법인부담금 21억원 등에 달하는 것으로 알려졌다. 이에 학교는 새로운 통장을 개설하여 등록금을 납부 받아 전기세를 납부하고, 진주시는 수도세를 당장 납부하지 않아도 학생 피해 방지를 위하여 공급을 중단하지 않기로 했다.
이러한 상황에서 학교 구성원은 파산 신청을 고려 중인 것으로 알려졌다. 결국 5월 9일, 한국국제대학교는 창원지방법원에 파산 신청을 감행했다. 창원지방법원은 한국국제대학교 운영 법인인 일선학원의 학교 정상화 계획을 살피고, 파산 여부를 가릴 예정이다. 이에 따라 한국국제대학교 운동부는 해체되었고, 학생은 경남대학교 등으로 편입조치 된 것으로 확인되고 있다. 파산 신청과는 별개로 교육부는 2020년 3월 이후로 학교와 법인 운영에 문제가 없는지 감사에 착수했다고 알려졌다.
결국 2023년 7월 12일, 창원지방법원은 학교법인 일선학원의 파산을 선고하였다. 이에 따라 한국국제대학교는 법원에서 임시 운영이 승인되면 이듬해인 2024년 2월을 끝으로 폐교할 예정이었으나 법원이 이를 받아들이지 않아 2023년 8월 31일 폐교하였다.

## 캠퍼스 풍경
한국국제대학교는 경상남도의 사립 대학으로, 진주시 문산읍에 캠퍼스를 두고 있다. 학교 부지는 약 41만m²로, 경인교육대학교와 대구한의대학교 등과 비슷하다. 캠퍼스 북서쪽으로 월아산이 위치하는 등 지형의 고저차가 크고, 기반 시설은 미약한 편이다. 
부속기관으로는 중앙도서관, 전산정보원, 대학출판부, 대학신문사, 대학방송국, 국제어학원 등이, 부설기관으로는 국제어학원, 평생교육원, 관광교육원, 생활체육지도자연수원 등이 있다. 기숙사는 436실을 갖추고 1,302명을 수용한다. 부설연구소로 기능성생물소재연구소, 농식품응용바이러스연구소, 방사선융합기술연구소, 실크패션디자인연구소 등 15개의 연구기관이 있다.